# حسن بلبل
حسن بلبل، روستایی از توابع بخش قلندرآباد شهرستان فریمان در استان خراسان رضوی ایران است که با شهر مشهد ۱۰۰ کیلومتر و بامرکز شهرستان ۳۰ کیلومت فاصله دارد.شغل اکثر مردم روستا کشاورزی و دامپروری است.

## جمعیت
این روستا در دهستان قلندرآباد قرار دارد و براساس سرشماری مرکز آمار ایران در سال ۱۳۸۵، جمعیت آن ۸۰ نفر (۲۰خانوار) بوده‌است.